# La anam
La anam (in arabo لا أنام‎?, ovvero "sonnolenza", tradotto letteralmente come "non dormo" o "insonne") è un film del 1957 diretto da Salah Abouseif e tratto dal romanzo omonimo di Ihsan Abd al-Qudus. È stato un film di grande successo che vedeva la grande attrice egiziana Faten Hamama nel ruolo di una persona cattiva, malata del complesso di Elettra.

## Trama
Nadia Lutfi è una ragazza che appartiene ad un'aristocratica famiglia alto-borghese. Dopo il divorzio dei genitori, vive con il padre, che ha ottenuto la sua custodia, e con lo zio paterno, un giovane che è quasi suo coetaneo. Nel corso degli anni, tra lei e il padre si sviluppa un rapporto talmente stretto e forte che Nadia giunge al punto di essere quasi sessualmente attratta da lui, un comportamento ossessivo noto come complesso di Elettra. La ragazza, inoltre, si comporta verso gli altri con cattiveria, cercando di rovinare le relazioni tra le sue amiche e i loro ragazzi. Per questo soffre di insonnia e, di notte, resta sveglia senza riuscire a dormire a causa dei sensi di colpa.
All'età di 18 anni, Nadia si immerge in una relazione con Mustafah, uno scrittore e giornalista che è molto più vecchio di lei. Nel frattempo, il padre incontra e si innamora di un'altra donna, Safia, e decide di sposarla, cosa che infastidisce Nadia che però è costretta ad accettare la situazione. Il padre, però, inizia a poco a poco a passare sempre più tempo con la sua nuova moglie, trascurando la figlia. Nadia, che non riceve una pari quantità di amore e di attenzione, ne soffre. Questo la costringe e la spinge a intervenire per rovinare il rapporto dei due coniugi. Vedendo Safia come sua nemica, Nadia trama di vendicarsi di lei. Così, la accusa di avere una relazione con suo zio Aziz. Instillando in suo padre il sospetto che la moglie lo tradisca, dà il via a una serie di eventi che sfociano in grandi liti.
Per rovinare definitivamente il matrimonio di suo padre, Nadia ha chiesto all'amica Kawthar, una donna voluttuosa e in cerca di ricchezza, di sedurlo. Il successo di Nadia si traduce nel divorzio tra suo padre e Safia quando la scopre per coincidenza in camera di Aziz. Non solo: il padre di Nadia decide di mandare via da casa il fratello e di chiedere la mano della falsa amica. Ritenendolo un ottimo partito a causa della sua ricchezza, Kawthar accetta di sposarlo. Ma, ben presto, Nadia scopre che la sua nuova matrigna ha un amante, Samir. Sconvolta, si rende conto che l'amica si è sposata solo per interesse. Perseguitata com'è dalla consapevolezza delle sue cattive azioni, Nadia cede alla depressione e all'insonnia, che si fa sempre più invadente.
Intanto Mustafah, che era segretamente attratto da Safia, quando lei divorzia, la chiede in moglie. Benché distrutta dalla cosa, Nadia - che è innamorata dello scrittore - nasconde la verità a suo padre, preoccupata che una tale rivelazione possa distruggere anche lui. Il padre, un giorno, trova in casa Samir, l'amante di Kawthar. Non riuscendo a trovare una buona scusa per giustificare la presenza dell'uomo, Nadia si ritrova a dire a suo padre che quello è il suo fidanzato. Kawthar approfitta di quella bugia per suggerire al marito che i due giovani dovrebbero sposarsi. A quel punto, Nadia è costretta ad accettare quel matrimonio. Ma, quando giunge il momento delle nozze, la giovane chiede l'aiuto di Aziz, lo zio, confidandogli tutti i suoi intrighi. Nadia, davanti a tutti, confesserà al padre quello che lei ha fatto per dividerlo da Safia e di come le cose le siano poi sfuggite completamente di mano, portandola fino a quel matrimonio che ha accettato solo per non turbarlo e per nascondergli la verità.

## Distribuzione
In Francia, è uscito con il titolo Je ne dors point mentre, a livello internazionale, è conosciuto con il titolo inglese No Tomorrowo Sleepless.